# Your Sinclair
Your Sinclair, o YS come viene comunemente abbreviata, è stata una rivista inglese dedicata alla famiglia di home computer Sinclair, con particolare concentrazione sullo ZX Spectrum e sui videogiochi. Venne pubblicata tra il 1984 e il 1993.
Nacque come Your Spectrum, una rivista più asciutta e più tecnica, per poi diventare Your Sinclair nel gennaio 1986.
Fu la prima rivista britannica per Spectrum a includere in allegato una cassetta contenente demo o giochi completi; lo fece già con il suo primo numero di gennaio 1986, ma passò oltre un anno prima che allegasse la cassetta successiva (maggio 1987) e la pratica diventasse frequente, con un leggero aumento del costo della rivista.
Sulle cassette Your Sinclair pubblicò anche giochi professionali completi inediti, in esclusiva alla rivista, tra cui Road Race della Ocean (già a maggio 1987), Moley Christmas, Blind Panic, Play for Your Life della Imagine, Earth Shaker e Block Dizzy. In particolare Batty e People from Sirius erano abbastanza validi da arrivare a una pubblicazione commerciale autonoma successivamente all'uscita sulla rivista.
Your Sinclair elaborò uno dei più grandi pesci d'aprile relativi allo ZX Spectrum, la recensione ed estensivo apprezzamento di un gioco inesistente, Advanced Lawnmower Simulator, che la rivista stessa ha in seguito pubblicato per la curiosità sviluppatasi fra i lettori.